# Whonix

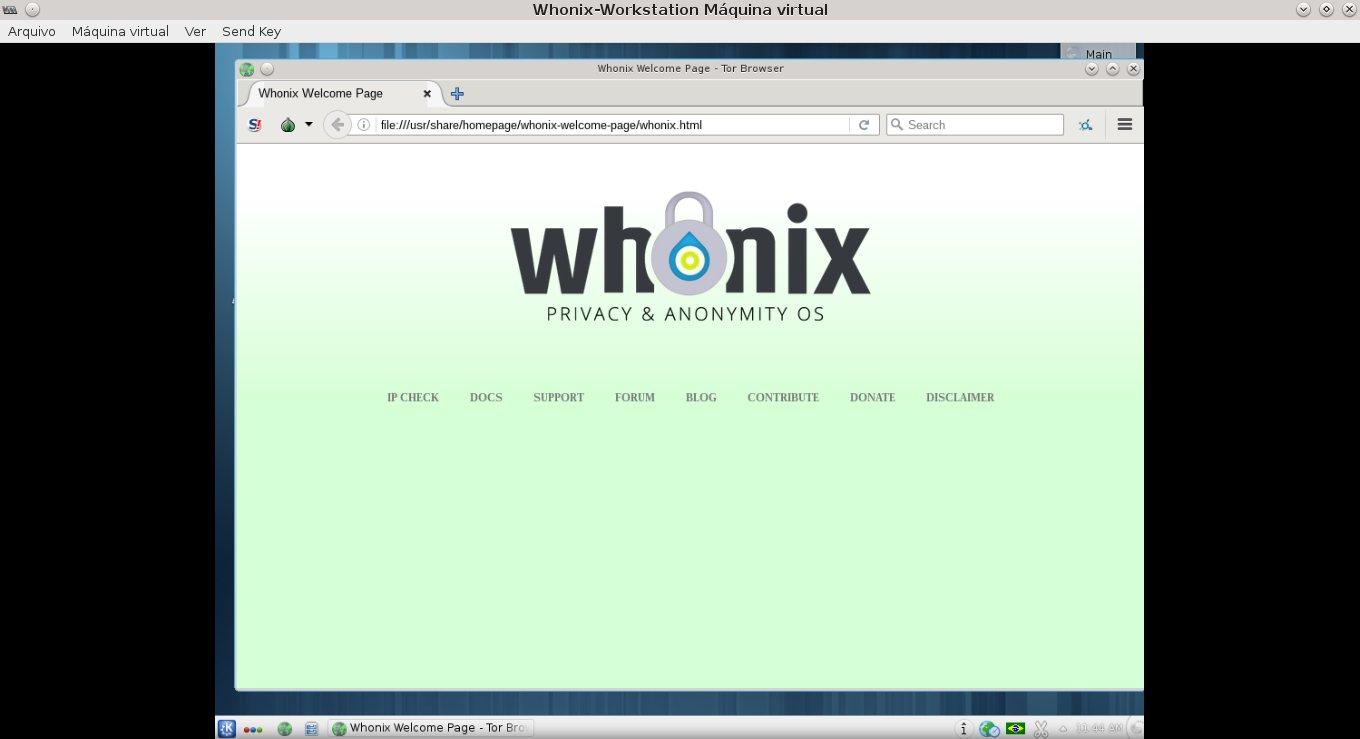
Página de boas vindas do navegador Tor Browser modificado pelo Whonix Workstation em uma máquina virtual KVM (Linux).

Whonix é uma distribuição GNU/Linux baseada em Debian com foco em segurança e privacidade. Seu objetivo maior é assegurar privacidade no acesso a World Wide Web, segurança e anonimato no acesso à internet .
Sua utilização se dá através da execução, em máquinas virtuais separadas, de dois sistemas operacionais Debian GNU/Linux fortemente reconfigurados. O primeiro, chamado de "Gateway", é o responsável pela conexão segura e anônima à internet exclusivamente através da rede Tor, criando uma rede isolada baseada em NAT . É na segunda máquina virtual, chamada de "Workstation" (estação de trabalho), que o usuário realiza seu trabalho normal, tendo à disposição todos os pacotes de programas oferecidos pela distribuição Debian GNU/Linux. Todas as comunicações da "Workstation" com a internet são forçadas através da segunda máquina virtual, o "Gateway", de modo a evitar o vazamento do verdadeiro endereço IP do usuário.
Segundo o website do projeto, com o uso do Whonix "os vazamentos de DNS são impossíveis, e nem mesmo malware com privilégios de superusuário é capaz de encontrar o endereço IP real do usuário". Disponível em versões para Qubes, KVM (Linux) e VirtualBox (Linux, Windows e Mac OS).